# Enveitg
Enveitg (catalansk: Enveig) er en by og kommune i departementet Pyrénées-Orientales i Sydfrankrig.

## Geografi
Enveitg ligger i Cerdagne 105 km vest for Perpignan. Nærmeste byer er mod nordvest Latour-de-Carol (3 km), mod øst Ur (3 km) og mod syd Bourg-Madame (6 km) og Puigcerdà (5 km).

## Demografi

### Udvikling i folketal
| 1962                                                              | 1968 | 1975 | 1982 | 1990 | 1999 | 2007 | 2012 | 2017 |
| ----------------------------------------------------------------- | ---- | ---- | ---- | ---- | ---- | ---- | ---- | ---- |
| 532                                                               | 520  | 518  | 553  | 545  | 621  | 623  | 665  | 641  |
| Tal fra og med 1962 er uden dobbelttælling (sans doubles comptes) |      |      |      |      |      |      |      |      |